# Сирветас
Сирветас (лит. Sirvėtas) — озеро в восточной части Литвы, расположено на территории Швянчёнского района. Находится в региональном национальном парке Сирветай, в 12 километрах к северо-востоку от Швянчёниса.
Озеро овальной формы. Протяжённость с севера на юг 0,95 км, ширина до 0,34 км. Площадь водной поверхности составляет 0,18 км² (18 га). Берега низкие и заболоченные, восточный берег возвышенный. Длина береговой линии — 2,3 км. В южную часть озера впадает протока, вытекающая из озера Жейменеле. Из восточной части вытекает река Сирвета, впадающая в озеро Канчёгинас.
На восточном берегу озера расположена деревня Керишке.